# 川口ヱリサ
川口 ヱリサ（かわぐち えりさ、Elisa Kawaguti、1959年6月8日 - ）は、北九州市出身のヴァイオリニストである。妹はピアニストの川口さやかである。

## 経歴

### 大学まで
5歳からヴァイオリンを始め、平井淳衛、矢嶋佳子に師事する。1975年、東京芸術大学音楽学部附属音楽高等学校に入学し、多久興に師事、1978年、同高校を卒業して東京芸術大学に入学し、大学では海野義雄に師事した。1980年、第49回日本音楽コンクールで第1位を受賞し、翌1981年、NHK交響楽団の第7回「若い芽のコンサート」に出演した。同年、ヴィエニアフスキ国際ヴァイオリン・コンクールで第2位を受賞し、1983年に大学を卒業した。

### ベルギー留学
1984年、文化庁派遣芸術家在外研修生としてベルギーのブリュッセル王立音楽院に留学し、アンドレ・ゲルトラー、カティ・セバスチャンに師事し、同年のパガニーニ国際コンクールで第4位を受賞した。1985年、エリザベート王妃国際音楽コンクールにも出場し入賞した。留学以来ベルギーに在住している。

## ベルギーでの活動
1990年から2年間、ブリュッセル王立音楽院の講師を務め、その後、ルーヴァン・レメンス音楽院の教授を務める。1996年から2001年まで、ロイヤル・フランダース・フィルハーモニー管弦楽団のコンサートミストレスを務めた。2002年、シュピーゲル弦楽四重奏団を結成し、第1ヴァイオリンを担当している。また、ベルギーのユーロ・ニッポン音楽祭の音楽監督を務めている。

## 日本での活動
妹川口さやか（ピアニスト）との姉妹でのリサイタルを行っている。ゆかりの地九州では、九州交響楽団定期演奏会への出演、北九州国際音楽祭に出演している。